# Jithin Thomas
Jithin C. Thomas (né le 1er juin 1990) est un athlète indien, spécialiste du saut en hauteur.

## Carrière
Son record est de 2,22 m, réalisé à Madras le 12 septembre 2012. Il obtient la médaille d'argent, avec 2,21 m, lors des Championnats d'Asie à Pune le 7 juillet 2013.

## Palmarès
| Date | Compétition         | Lieu | Résultat | Marque |
| ---- | ------------------- | ---- | -------- | ------ |
| 2013 | Championnats d'Asie | Pune | 2e       | 2,21 m |

## Records
| Épreuve         | Épreuve   | Performance | Lieu      | Date              |
| --------------- | --------- | ----------- | --------- | ----------------- |
| Saut en hauteur | Plein air | 2,22 m      | Chennai   | 13 septembre 2012 |
| Saut en hauteur | Salle     | 2,18 m      | Bangalore | 29 janvier 2012   |